# Graysville (Ohio)
Graysville és una vila dels Estats Units a l'estat d'Ohio. Segons el cens del 2000 tenia 113 habitants.

## Demografia
Segons el cens del 2000, Graysville tenia 113 habitants, 41 habitatges, i 33 famílies. La densitat de població era de 43,6 habitants per km².
Dels 41 habitatges en un 34,1% hi vivien nens de menys de 18 anys, en un 70,7% hi vivien parelles casades, en un 4,9% dones solteres, i en un 19,5% no eren unitats familiars. En el 14,6% dels habitatges hi vivien persones soles el 7,3% de les quals corresponia a persones de 65 anys o més que vivien soles. El nombre mitjà de persones vivint en cada habitatge era de 2,76 i el nombre mitjà de persones que vivien en cada família era de 2,97.
Per edats la població es repartia de la següent manera: un 30,1% tenia menys de 18 anys, un 6,2% entre 18 i 24, un 26,5% entre 25 i 44, un 17,7% de 45 a 60 i un 19,5% 65 anys o més.
L'edat mediana era de 36 anys. Per cada 100 dones de 18 o més anys hi havia 97,5 homes.
La renda mediana per habitatge era de 24.286 $ i la renda mediana per família de 24.643 $. Els homes tenien una renda mediana de 32.000 $ mentre que les dones 20.000 $. La renda per capita de la població era de 9.810 $. Aproximadament el 13,9% de les famílies i el 28,8% de la població estaven per davall del llindar de pobresa.

## Poblacions properes
El següent diagrama mostra les poblacions més properes.